# Milan De Mey
Milan De Mey (3 januari 2001) is een Belgisch voetballer die sinds 2022 uitkomt voor KFC Merelbeke.

## Carrière
De Mey werd opgeleid door KVE Drongen, KMSK Deinze, Zulte Waregem en KSC Lokeren. Bij die laatste club mocht hij op 5 mei 2018 voor het eerst op de bank zitten bij het eerste elftal ter gelegenheid van de competitiewedstrijd tegen Antwerp FC . Twee weken later, op 19 mei 2018, kreeg hij zijn eerste speelminuten in het eerste elftal: tegen Sint-Truidense VV mocht hij in de 80e minuut invallen voor Julian Michel.
In de zomer van 2019 ruilde De Mey zijn club in voor Waasland-Beveren, waar hij een contract voor drie seizoenen ondertekende met optie op een vierde. De Mey speelde uiteindelijk nooit een officiële wedstrijd voor het eerste elftal van de club, waarop hij in de zomer van 2022 overstapte naar tweedenationaler KFC Merelbeke. In zijn tweede seizoen promoveerde De Mey met Merelbeke naar Eerste nationale.

## Clubstatistieken
| Seizoen         | Club             | Land            | Competitie           | Competitie | Competitie | Beker | Beker | Europees | Europees | Totaal | Totaal |
| Seizoen         | Club             | Land            | Competitie           | Wed.       | Dlp.       | Wed.  | Dlp.  | Wed.     | Dlp.     | Wed.   | Dlp.   |
| --------------- | ---------------- | --------------- | -------------------- | ---------- | ---------- | ----- | ----- | -------- | -------- | ------ | ------ |
| 2017/18         | KSC Lokeren      | Vlag van België | Eerste klasse A      | 1          | 0          | 0     | 0     | —        | —        | 1      | 0      |
| 2018/19         | KSC Lokeren      | Vlag van België | Eerste klasse A      | 0          | 0          | 0     | 0     | —        | —        | 0      | 0      |
| 2019/20         | Waasland-Beveren | Vlag van België | Eerste klasse A      | 0          | 0          | 0     | 0     | —        | —        | 0      | 0      |
| 2020/21         | Waasland-Beveren | Vlag van België | Eerste klasse A      | 0          | 0          | 0     | 0     | —        | —        | 0      | 0      |
| 2021/22         | Waasland-Beveren | Vlag van België | Eerste klasse B      | 0          | 0          | 0     | 0     | —        | —        | 0      | 0      |
| 2022/23         | KFC Merelbeke    | Vlag van België | Tweede afdeling VV A | 30         | 6          | 0     | 0     | —        | —        | 30     | 6      |
| 2023/24         | KFC Merelbeke    | Vlag van België | Tweede afdeling VV A | 34         | 9          | 3     | 1     | —        | —        | 37     | 10     |
| 2024/25         | KFC Merelbeke    | Vlag van België | Eerste nationale VV  | 10         | 0          | 2     | 0     | —        | —        | 12     | 0      |
| Carrière totaal | Carrière totaal  | Carrière totaal | Carrière totaal      | 75         | 15         | 5     | 1     | 0        | 0        | 80     | 16     |

Bijgewerkt op 20 november 2024.

## Privé
- De Mey is de zoon van Dirk De Mey en actrice Elise Bundervoet.[3]